# Laura Hermo
Laura Hermo Rioboo (20 de junio de 1990, Boiro) es una remera gallega que ha ganado la bandera de la Concha femenina en cuatro ocasiones, además de la liga ACT femenina en dos.

## Trayectoria
En el año 2008 Laura formó parte del Club de Remo Cabo de Cruz y posteriormente de la tripulación de traineras de Galicia. Esta estaba compuesta por tres clubes gallegos, el Club de Remo Chapela, la Sociedad Deportiva Samertolameu y Cabo de Cruz, que decidieron fusionarse para acudir a la Bandera de la Concha femenina, la principal regata femenina de traineras. Ganaron la competición con poco menos de cinco segundos de ventaja con respecto a la Sociedad Deportiva de Remo Astillero.
Al año siguiente crearon un nuevo club, la S.D.R. Rias Baixas, para competir en las principales regatas de traineras y Laura fue la patrona titular. En La Concha Getaria-Tolosa comenzó la prueba en primer lugar, y aguantaron hasta la ciaboga por delante de Rias Baixas y de Astillero. A la salida de la ciaboga se adelantaron y al entrar en la bahía aumentaron el ritmo hasta las 40 paladas, obteniendo nuevamente la victoria. El tiempo final de Rias Baixas fue de 10:48.20, récord de la competición.
En 2010 nuevamente formó parte de Rías Baixas, y se adjudicaron la primera edición de la liga ACT femenina, después de haber sido despojadas del título por una reclamación del equipo guipuzcoano en la última regata en Zarauz. En la Bandera de la Concha volvieron a adjudicarse la victoria por tercer año consecutivo.
En 2011, volvieron a obtener el primer puesto, nuevamente con Laura como patrona. Esta fue la primera edición en la que se diputaron dos jornadas finales para las féminas, ya que los años anteriores habían disputado tan solo una jornada. Getaria-Tolosa había ganado la liga Euskotren, pero Rias Baixas se impuso a estas en la primera jornada. Sin embargo, tuvieron que ceder por 4 segundos ante Zumaia. Así, la segunda jornada estaba muy igualada, y todavía en la ciaboga tenían opciones las tres embarcaciones. Finalmente las gallegas aventajaron en 3 segundos a Getaria-Tolosa y en 15 a Zumaia, adjudicándose su cuarto título.

## Palmarés
- 4 Banderas de la Concha (2008, 2009, 2010 y 2011)
- 2 Ligas Euskotren (2009 y 2010)
- 2 Campeonatos de España de Traineras (2010 y 2011)
- 1 Campeonato Gallego de Traineras (2010)
- 2 Ligas Gallegas de Traineras (2009 y 2010)